# Richard Wilhelm

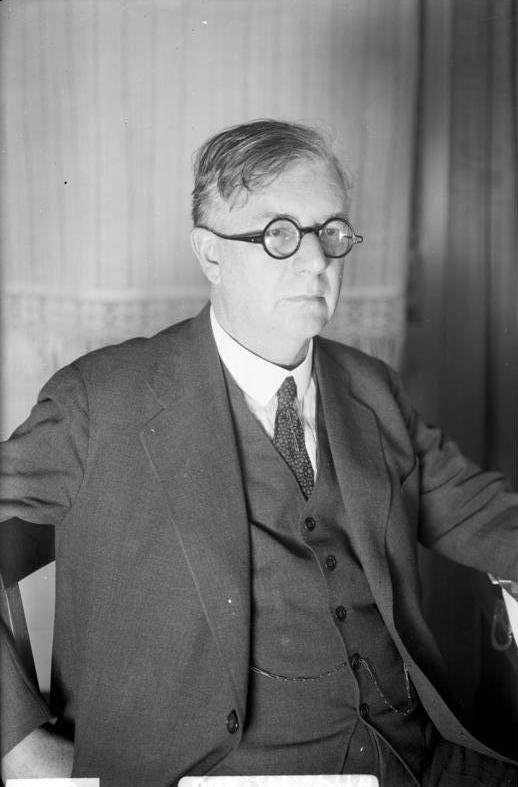
Richard Wilhelm

Richard Wilhelm (ur. 10 maja 1873, Stuttgart; zm. 2 marca 1930, Tybinga) – jeden z najwybitniejszych sinologów niemieckich, ewangelicki teolog i misjonarz.

## Życie
Urodził się jako syn pochodzącego z Turyngii malarza na szkle. Gdy w wieku dziewięciu lat stracił ojca, jego wychowaniem zajęły się matka i babka.
W 1891 roku podjął w Tybindze studia teologiczne. W 1895 roku został ordynowany i otrzymał nominację na wikariusza w Wimsheim, w 1897 roku w Boll. Tam spotkał Christopha Friedricha Blumhardta, który już jako dojrzały mężczyzna porzucił Kościół Ewangelicki, by zająć się kwestiami społecznymi jako socjaldemokrata, co wpłynęło na dalsze losy samego Wilhelma. W 1899 zaręczył się z jego córką Salome.
W tym samym roku 1899 Wilhelm udał się jako misjonarz do Chin. W roku 1900 w Szanghaju poślubił Salome, po czym udał się do chińskiej prowincji Szantung, gdzie założył szkołę niemiecko-chińską. Nauczał tam chińskiego, pracował jako pastor i pedagog. Dzięki swej aktywności pedagogicznej poznał chińskich uczonych – w ten sposób mógł pogłębić swe zrozumienie chińskiej kultury i historii, przede wszystkim zaś mógł studiować klasyczne teksty chińskie. Za zasługi pedagogiczne został odznaczony przez cesarzową Cixi i otrzymał tytuł „Daotai”. 
Podczas wojny rosyjsko-japońskiej (1904–1905) kontynuował pracę; dopiero w 1907 roku udał się wraz z (tymczasem już liczącą sobie pięć osób) rodziną na pierwszy urlop do ojczyzny. 
W roku 1908 powrócił do Chin; podobnie w roku 1911. Tym razem jednak jego pobyt w Chinach nie trwał tak długo ze względów zdrowotnych, odkąd wybuchła I wojna światowa, mógł prowadzić pracę pedagogiczną jedynie z największym trudem. Latem 1920 roku Wilhelm ostatecznie powrócił do Niemiec.
W latach 1922–1924 pracował jako doradca naukowy poselstwa niemieckiego w Pekinie, wykładając na tamtejszym uniwersytecie. W 1924 roku otrzymał profesurę honorową na powołanej właśnie do życia katedrze historii chińskiej we Frankfurcie nad Menem. W roku 1927 został profesorem zwyczajnym.
Po powrocie do Niemiec Wilhelm stał się duchowym pośrednikiem pomiędzy Chinami i Europą. Przyjaźnił się z wieloma wybitnymi uczonymi, filozofami i pisarzami. Do jego osobistych przyjaciół zaliczali się, między innymi: 
- Albert Schweitzer,
- Hermann Hesse,
- Martin Buber,
- Carl Gustav Jung (z którym napisał „europejski komentarz” do opublikowanego przez Wilhelma w 1932 roku przekładu Yijing),
- Hermann Keyserling,
- Rabindranath Tagore.

Znany jest przede wszystkim jako tłumacz Yijing. (Księgi Przemian) oraz Daodejing. Tuż przed śmiercią ukończył pisane przez dwadzieścia lat swe główne ośmiotomowe dzieło (antologię tekstów źródłowych) pt. Religion und Philosophie Chinas.
Zmarł w 1930 w wyniku powikłań wywołanych przez chorobę tropikalną.

## Przekłady
- Tao Te King, Das Buch vom Sinn und Leben; pol. Daodejing
- Yijing; pol. I-Cing. Księga przemian
- Das wahre Buch vom südlichen Blütenland; pol. Prawdziwa Księga Południowego Kwiatu
- Kongzi jiayu Schulgespräche, Gia Yü
- Gespräche (Lun Yü)
- Lüshi chunqiu Frühling und Herbst des Lü Bu Wei
- Li Gi. Das Buch der Sitte.
- Konfuzius. Lunyu Gespräche
- Mong Dsi

## Literatura
- Interkulturalität im frühen 20. Jahrhundert: Richard Wilhelm - Theologe, Missionar und Sinologe. Hrsg. von Klaus Hirsch ... Frankfurt a.M. 2006. ISBN 3-88939-819-7.
- Richard Wilhelm : Botschafter zweier Welten. Sinologe und Missionar zwischen China und Europa. Dokumentation einer Tagung der Evangelischen Akademie Bad Boll in Zusammenarbeit mit dem Institut für Ostasienwissenschaften der Gerhard-Mercator-Universität Duisburg vom 28. bis 30. Juni 2002. Hrsg. von Klaus Hirsch. Frankfurt am Main ; London : IKO, Verlag für Interkulturelle Kommunikation, 2003. ISBN 3-424-00502-9
- Reinhard Breymayer: „Die Bibel der Chinesen“. Zum Problem 'verwestlichender Übersetzung' in der württembergisch-schwäbischen Chinakunde bis zu Richard Wilhelm (1873-1930). W: Rainer Reuter, Wolfgang Schenk (Hrsg.): Semiotica Biblica. Eine Freundesgabe für Erhardt Güttgemanns. (Hamburg:) Verlag Dr. Kovač (1999) (Schriftenreihe THEOS. Studienreihe Theologische Forschungsergebnisse, 31), 181-217. ISBN 3-86064-936-1